# Яловщина (район Чернигова)
Яловщина (укр. Ялівщина) — исторически сложившаяся местность (район) Чернигова, расположена на территории Деснянского административного района.

## История
Название хутора связано с владельцем мельницы на реке Стрижень Яловицким Василием, собственность над которой была подтверждена универсалом гетьмана Демьяна Многогрешного от 13 июня 1672 года.
В начале 19 века (1810 году) хутор (Еловщина) был во владении помещика-майора Туманского.  Здесь числилось 3 человек и было хозяйственное крестьянское заведение. 

При Елощине шинковой помещика коллежского асессора Лизогуба дом, в коем призводится продажа вина. Но в нем крестьян по ревизии записанных не числится и хозяйственного заведения нет.— № 57
ИЗ РАПОРТА ПОЛИЦМЕЙСТЕРА ЧЕРНИГОВСКОМУ ГРАЖДАНСКОМУ ГУБЕРНАТОРУ О СОЦИАЛЬНО-ЭКОНОМИЧЕСКОМ РАЗВИТИИ ГОРОДА. 29 октября 1810 г.<
В конце 19 века предлагалось создание водохранилища на реке Стрижень. Был создан проект водоснабжения Чернигова почвенной водой из предместья Яловщины, который был доложен Городской думе на заседании 24 октября 1879 года. В 1880 году, когда в Чернигове началось строительство Черниговского водопровода, в центре города была сооружена водонапорная башня, а на Яловщине — насосная станция для подачи воды из артезианских скважин. В течение лета 1898 года были пробурены 2 артезианские скважины, возведён дом машинного зала в Яловщине, в котором установили паровые насосы, рассчитанные на подачу до 8 тысяч вёдер воды в час, проложены трубы. 15 октября строительные работы были окончательно завершены.     
В 1890-е годы на Яловщине были высажены вереск, сосна, ель, ирга, черёмуха и прочие деревья и кустарники. Прежде всего значительный вклад в озеленение сделал член горсовета В. В. Нерода.
В период 1929—1973 года хутор Яловщина Черниговского района был включен в состав города. Хутор изображен на карте 1929 года, восточнее Новых казарм и хутора Швейцаровка, юго-восточнее Старых казарм — на левом берегу реки Стрижень, южнее современных лесопарка и улицы 77-й Гвардейской Дивизии.
На территории Яловщины обнаружены поселения бронзового и железного веков, киевского типа, волынско-киевское и давнерусское — комплекс археологических памятников «Яловщина».
Парк на территории Яловщины в 1972 году получил статус парк-памятник садово-паркового искусства площадью 83 га. Затем в 1989 году был реорганизован в заказник. В 2014 году был создан региональный ландшафтный парк с проектной площадью 200,5 га.

## География
Местность Яловщина занимает оба берега реки Стрижень севернее улицы Героев Чернобыля и 77 Гвардейской дивизии, где соответственно расположены жилая (усадебная и многоэтажная) застройка и лесопарк. Здесь на реке Стрижень создан пруд. Местность правого берега, где пролегает современная улица Алексеева, упоминается как хутор Курганка, вошедшего в состав города в 1923 году. 
Согласно карте Черниговской области издания Киевская военно-картографическая фабрика (2007 год), жилая застройка Яловщины обозначена на правом берегу реки Стрижень севернее улицы Героев Чернобыля. 
Отсутствует сеть централизованной канализации в усадебной застройке.

### Улицы
Улица: Алексеева (часть), Василия Будника, Добровольцев, Курсанта Еськова, Лётная (часть), Стрелецкая, Юрия Мезенцева; на территории лесопарка —  Жуковского.

## Социальная сфера
Нет детских садов, школ.

## Транспорт
Маршруты общественного транспорта проходят по улицам Лётная, Курсанта Еськова, Героев Чернобыля. 